# 仙都摩崖题记
仙都摩崖题记位于中国浙江省缙云县仙都风景名胜区初阳山、鼎湖峰、仙水洞、铁城、小赤壁五个景点内，共有唐至近代摩崖题记123处，2001年被列为第五批全国重点文物保护单位。
仙都摩崖题记从唐至近代，延续千余年，其中唐至明代占三分之二。在这些题记中，既有唐李阳冰、宋赵抃、沈括等名人的手迹，也有南宋奉诏祈雨以及道教活动的题记，具有较高的科学史、文化史价值。